# Hans Block
Hans Erik Block, född 26 september 1940 i Göteborg, död 23 september 2024, var en svensk författare och IT-säkerhetschef på Statistiska centralbyrån.

## Biografi
Block växte upp i ett prästhem i Haga i Göteborg. Han var fil. lic. i datavetenskap och arbetade som universitetslärare, programmerare, systemman och datasäkerhetsexpert.
Block tog på 1980-talet fram ett system ”Sigillet” där kontrollsummor beräknades för att kunna avslöja eventuella manipulationer av den tidens överföring av betalningsuppdrag på magnetband eller diskett. På liknande sätt arbetade han med metoder för att med kryptering skydda känsliga data på sin arbetsplats  SCB, och senare med rutiner för att skydda SCB mot säkerhetshot via internet.

### Guds barnbarns träldom
År 1995 gav han ut boken Guds barnbarns träldom – En berättelse om en religiös uppfostran. Boken är en uppgörelse med Svenska kyrkan och hans barndom, där det bakom fasaden undertrycktes sexualitet och aggressivitet. Svenska Dagbladets recensent Leif Carlsson kallade boken för ”Hans Blocks unikt intressanta dokument”, medan biskop Jan Arvid Hellström skrev ”…ett viktigt religiöst, kyrkohistoriskt och kulturhistoriskt inlägg. Tack för en stor läsupplevelse”.

### Familj
Hans Block var son till kyrkoherde Anders Block och Anna, född Norborg, samt bror till Eskil Block.

## Fotnoter
1. ↑  Libris samt sök på birthday.se.
2. ↑  ”Hans Block”. Fonus minnessidor. https://minnessidor.fonus.se/memorial_page/memorial_page_ads.php?order_id=4369828&set_site_id=2&cat=ads&sign=687a7dfa9df24d4ee7ed1e25507533a0. Läst 5 oktober 2024.
3. ↑  ”Hans Block”. http://hansblock.se/. Läst 8 april 2018.
4. ↑  Dag Bjerke (4 mars 1981). ”Nytt säkerhetssystem: ”Sigillet” sätter p för datafifflet”. Svenska Dagbladet. https://www.svd.se/arkiv/1981-03-04/12.
5. ↑  Torgny Hinnemo (27 december 1985). ”Kryptering ger skydd för känsliga SCB-data”. Svenska Dagbladet. https://www.svd.se/arkiv/1985-12-27/14.
6. ↑  ”Hälften på SCB får inte använda nätet”. Svenska Dagbladet. 20 februari 2000. https://www.svd.se/arkiv/2000-02-20/12.
7. ↑  Leif Carlsson (7 maj 1996). ”En pojkes insyn i en småaktig religion”. Svenska Dagbladet:  s. 46. Läst 8 april 2018.
8. ↑  ”Guds barnbarns träldom - mottagande”. Hans Block. http://hansblock.se/gbtindex.htm. Läst 5 januari 2021.